# Línea N801 (Interurbanos Madrid)
La línea N801 de la red de autobuses interurbanos de Madrid une Atocha (Madrid) con Buenavista y el Sector III de Getafe.

## Características
Fue creada en los años 80 con la denominación de N41, teniendo su cabecera en Cibeles y pasando a la ida por Embajadores y en Getafe por El Bercial y el hospital, sitios por los que no pasa actualmente. Desde 1999 tiene su cabecera en Atocha, y el 13 de mayo de 2005 se cambia su denominación a N801.
También, en 2001 se le añade una línea complementaria, denominada N41A, que discurre por Los Espartales y Juan de la Cierva, hasta Getafe Centro. Desde el 13 de mayo de 2005, la línea N41A pasa a denominarse N805. 
El recorrido actual de la línea surge el 1 de octubre de 2016, tras una reorganización de la red nocturna interurbana de la ciudad.
La línea discurre entre Atocha (Madrid) y Getafe, atravesando el polígono Industrial Cobo Calleja a través de la autovía A-42 y los barrios getafeños de Buenavista y el Sector III, en un trayecto de 45 minutos de duración entre cabeceras. A efectos internos, la línea se considera circular.
La línea mantiene los mismos horarios todo el año (exceptuando las vísperas de festivo y festivos de Navidad).
Está operada por Avanza Movilidad Integral mediante la concesión administrativa VCM-402 - Madrid – Getafe – Alcorcón (Viajeros Comunidad de Madrid) del Consorcio Regional de Transportes de Madrid.

## Horarios
Los horarios que no sean cabecera son aproximados.
| Noches de domingo a jueves y festivos noche      |                            |        |
| Madrid > Getafe > Madrid                         |                            |        |
| Madrid                                           | Getafe (Av. Juan Carlos I) | Madrid |
|                                                  | 23:25                      | 00:10  |
| 00:10                                            | 00:50                      | 01:30  |
| 01:40                                            | 02:20                      | 03:00  |
| 03:00                                            | 03:40                      | 04:20  |
| 04:20                                            | 05:00                      | 05:40  |
| 05:40                                            | 06:20                      |        |
| Noches de viernes, sábados y vísperas de festivo |                            |        |
| Madrid > Getafe > Madrid                         |                            |        |
| Madrid                                           | Getafe (Av. Juan Carlos I) | Madrid |
|                                                  | 23:25                      | 00:10  |
| 00:10                                            | 00:50                      | 01:30  |
| 01:40                                            | 02:20                      | 03:00  |
| 02:20                                            | 03:00                      | 03:40  |
| 03:00                                            | 03:40                      | 04:20  |
| 03:40                                            | 04:20                      |        |
| 04:20                                            | 05:00                      | 05:40  |
| 05:40                                            | 06:20                      |        |

## Recorrido y paradas
| Código                                                               | Parada                                        | Común con              | Conexiones con Metro | Municipios | Zona |
| -------------------------------------------------------------------- | --------------------------------------------- | ---------------------- | -------------------- | ---------- | ---- |
| 07539                                                                | Pza. Emperador Carlos V - Atocha              | 463 N805 N806 N807     | Estación del Arte    | Madrid     |      |
| 1927                                                                 | Santa María de la Cabeza                      | 463 N14 N805 N806 N807 |                      | Madrid     |      |
| 5623                                                                 | Santa María de la Cabeza - Puente Praga       | 463 N17 N805 N806 N807 |                      | Madrid     |      |
| 2538                                                                 | Puente de los Capuchinos                      | 463 N17 N805 N806 N807 |                      | Madrid     |      |
| 07622                                                                | Pza. Sta. Mª Cabeza - Est. Plaza Elíptica     | 463 N805 N806 N807     | Plaza Elíptica       | Madrid     |      |
| 5349                                                                 | Tanatorio Sur                                 | 463 N805 N806 N807     |                      | Madrid     |      |
| 07641                                                                | Ctra. A-42 - Pol. Ind. Prado Overa            | 463 N805 N806 N807     |                      | Madrid     |      |
| 17445                                                                | Av. Trece Rosas - Av. Mariano Moreno Músico   |                        |                      | Getafe     |      |
| 17442                                                                | Av. Salvador Allende - Uruguay                |                        |                      | Getafe     |      |
| 17439                                                                | Av. Salvador Allende - Av. Chile              |                        |                      | Getafe     |      |
| 17440                                                                | Av. Paz - Av. Chile                           |                        |                      | Getafe     |      |
| 18803                                                                | Buhigas - Ramón Rubial                        |                        |                      | Getafe     |      |
| 17477                                                                | P.º Estación - Joan Font                      | N805                   |                      | Getafe     |      |
| 17478                                                                | P.º de la Estación - Terradas                 | N805                   |                      | Getafe     |      |
| 16007                                                                | Ferrocarril - Est. Getafe Centro              | N805                   | Getafe Central       | Getafe     |      |
| 12847                                                                | Ferrocarril - Gta. Don José Parejo Risco      | N807                   |                      | Getafe     |      |
| 12848                                                                | Ferrocarril - Lope de Vega                    | N807                   |                      | Getafe     |      |
| 17895                                                                | Ferrocarril - Est. Alonso de Mendoza          | N807                   | Alonso de Mendoza    | Getafe     |      |
| 17901                                                                | Ferrocarril - Centro de salud                 | N807                   |                      | Getafe     |      |
| 08255                                                                | Av. Juan Carlos I - Centro Salud Mental       | N807                   |                      | Getafe     |      |
| 08257                                                                | Av. Juan Carlos I - C.C. Getafe 3             | N807                   |                      | Getafe     |      |
| 19206                                                                | Av. Arcas del Agua - Vereda del Camuerzo      |                        |                      | Getafe     |      |
| 19209                                                                | Av. Manuel Azaña - P.º Juan Hernández Sarabia |                        |                      | Getafe     |      |
| 20020                                                                | Av. Manuel Azaña - Av. Luis Araquistain       |                        |                      | Getafe     |      |
| 15860                                                                | Islas Canarias - Residencia                   |                        |                      | Getafe     |      |
| 15859                                                                | Islas Canarias - Isla Orchila                 |                        |                      | Getafe     |      |
| 15857                                                                | Islas Canarias - Isla Samoa                   |                        |                      | Getafe     |      |
| 12472                                                                | Islas Canarias - Est. Arroyo Culebro          |                        | Arroyo Culebro       | Getafe     |      |
| 12470                                                                | Islas Canarias - Islas Guaitecas              |                        |                      | Getafe     |      |
| 12468                                                                | Islas Canarias - Islas Carolinas              |                        |                      | Getafe     |      |
| 12466                                                                | Islas Salomón - Islas Canarias                |                        |                      | Getafe     |      |
| 08300                                                                | Av. Libertad - Pza. Comunidades               |                        |                      | Getafe     |      |
| 08271                                                                | Av. Juan Carlos I - Sirio                     |                        |                      | Getafe     |      |
| Las expediciones con inicio en Getafe inician su recorrido AQUÍ      |                                               |                        |                      |            |      |
| 08989                                                                | Av. Juan Carlos I - Policía local             | N807                   |                      | Getafe     |      |
| Las expediciones que no vuelven a Madrid finalizan su recorrido AQUÍ |                                               |                        |                      |            |      |
| 08344                                                                | Av. Juan Carlos I - Apolo                     |                        |                      | Getafe     |      |
| 08285                                                                | Av. Juan Carlos I - Teseo                     |                        |                      | Getafe     |      |
| 08288                                                                | Av. Juan Carlos I - Sauces                    |                        |                      | Getafe     |      |
| 08340                                                                | Av. Juan Carlos I - Oficina Correos           |                        |                      | Getafe     |      |
| 08258                                                                | Av. Juan Carlos I - C.C. Getafe 3             | N807                   |                      | Getafe     |      |
| 08256                                                                | Av. Juan Carlos I - Centro Salud Mental       | N807                   |                      | Getafe     |      |
| 08243                                                                | Greco - Est. Alonso de Mendoza                | N807                   | Alonso de Mendoza    | Getafe     |      |
| 17897                                                                | Ferrocarril - Pintor Rosales                  | N807                   |                      | Getafe     |      |
| 17898                                                                | Ferrocarril - Villaviciosa                    | N807                   |                      | Getafe     |      |
| 19098                                                                | Ferrocarril - Padre Blanco                    | N807                   |                      | Getafe     |      |
| 16006                                                                | Ferrocarril - Est. Getafe Centro              | N805                   | Getafe Central       | Getafe     |      |
| 16274                                                                | P.º de la Estación - Francisco Pizarro        | N805                   |                      | Getafe     |      |
| 16275                                                                | P.º Estación - Magallanes                     | N805                   |                      | Getafe     |      |
| 18802                                                                | Buhigas - Ramón Rubial                        |                        |                      | Getafe     |      |
| 18173                                                                | Av. Paz - Av. Chile                           |                        |                      | Getafe     |      |
| 19435                                                                | Av. Salvador Allende - Av. Chile              |                        |                      | Getafe     |      |
| 17441                                                                | Av. Salvador Allende - Av. Rosa Regás         |                        |                      | Getafe     |      |
| 07640                                                                | Ctra. A-42 - Pol. Ind. Prado Overa            | 463 N805 N806 N807     |                      | Madrid     |      |
| 5687                                                                 | Avenida de los Poblados - Carretera Toledo    | 463 N805 N806 N807     |                      | Madrid     |      |
| 2543                                                                 | Plaza Elíptica - Santa María de la Cabeza     | 463 N17 N805 N806 N807 | Plaza Elíptica       | Madrid     |      |
| 2539                                                                 | Puente de los Capuchinos                      | 463 N17 N805 N806 N807 |                      | Madrid     |      |
| 2535                                                                 | Santa María de la Cabeza - Puente Praga       | 463 N17 N805 N806 N807 |                      | Madrid     |      |
| 1184                                                                 | Metro Palos de la Frontera                    | N14 N805 N807          | Palos de la Frontera | Madrid     |      |
| 07539                                                                | Pza. Emperador Carlos V - Atocha              | 463 N805 N806 N807     | Estación del Arte    | Madrid     |      |